# Новосимбірка
Новосимбі́рка (рос. Новосимбирка) — село у складі Кувандицького міського округу Оренбурзької області, Росія.

## Населення
Населення — 598 осіб (2010; 816 у 2002).
Національний склад (станом на 2002 рік):
- росіяни — 70 %